# Мірзоєв Валерій Сатторович
Вале́рій Сатторович Мірзо́єв — український військовик, полковник Збройних Сил України. Учасник війни на сході України.

## Нагороди
- Орден Богдана Хмельницького II ступеня (28 червня 2015) — за особисту мужність і високий професіоналізм, виявлені у захисті державного суверенітету та територіальної цілісності України, вірність військовій присязі[1]
- Орден Богдана Хмельницького III ступеня (27 листопада 2014) — за особисту мужність і героїзм, виявлені у захисті державного суверенітету та територіальної цілісності України[2]
- Медаль «За військову службу Україні» (31 жовтня 2014) — за особисту мужність і героїзм, виявлені у захисті державного суверенітету та територіальної цілісності України, вірність військовій присязі[3]